# Пад куће Ашера (мини-серија)
Пад куће Ашера (енгл. The Fall of the House of Usher) је готска хорор драмска мини-серија, коју је креирао Мајк Фланаган. Заснована је на истоименој приповеци и другим делима Едгара Алана Поа, а премијерно је приказана 12. октобра 2023. на стриминг сервису Netflix.

## Синопсис
Директор корумпиране фармацеутске компаније суочава се са својом сумњивом прошлошћу када деца почну да му умиру на мистериозне и бруталне начине.

## Улоге
| Глумац           | Улога                 |
| ---------------- | --------------------- |
| Карла Гуџино     | Верна                 |
| Брус Гринвуд     | Родерик Ашер          |
| Зак Гилфорд      | млади Родерик Ашер    |
| Мери Макдонел    | Мадлин Ашер           |
| Вила Фицџералд   | млада Мадлин Ашер     |
| Карл Ламбли      | С. Огист Дипен        |
| Малколм Гудвин   | млади С. Огист Дипен  |
| Саманта Слојан   | Тамерлан Ашер         |
| Т’Ниа Милер      | Викторин Лафуркад     |
| Рахул Коли       | Наполеон Ашер         |
| Кејт Сигел       | Камиј Л’Еспанеј       |
| Сауријан Сапкота | Просперо Ашер         |
| Кејти Паркер     | Анабел Ли             |
| Мајкл Труко      | Руфус Вилмот Гризволд |
| Хенри Томас      | Фредерик Ашер         |
| Марк Хамил       | Артур Пим             |

## Епизоде
| Бр. еп. | Наслов               | Редитељ        | Сценариста                        | Премијера         |
| ------- | -------------------- | -------------- | --------------------------------- | ----------------- |
| 1       | Поноћ туробна        | Мајк Фланаган  | Мајк Фланаган                     | 12. октобар 2023. |
| 2       | Маска црвене смрти   | Мајк Фланаган  | Еми Гринвис и Мајк Фланаган       | 12. октобар 2023. |
| 3       | Убиства у Улици Морг | Мајкл Фимоњари | Џастина Ајерланд и Мајк Фланаган  | 12. октобар 2023. |
| 4       | Црни мачак           | Мајкл Фимоњари | Мет Џонсон и Мајк Фланаган        | 12. октобар 2023. |
| 5       | Издајничко срце      | Мајк Фланаган  | Дени Паркер                       | 12. октобар 2023. |
| 6       | Златни скарабеј      | Мајк Фланаган  | Ребека Ли Клинген и Мајк Фланаган | 12. октобар 2023. |
| 7       | Јама и клатно        | Мајкл Фимоњари | Џејми Фланаган и Мајк Фланаган    | 12. октобар 2023. |
| 8       | Гавран               | Мајкл Фимоњари | Мајк Фланаган и Киле Санчез       | 12. октобар 2023. |